# PC Building Simulator 2
PC Building Simulator 2（ピーシー・ビルディング・シミュレーター・ツー）は、自作PCシミュレータであるPC Building Simulatorの続編。2022年10月12日にEpic Gamesにてリリースされた。

## 概要
前作と違う点はFuturemark（3D Markの開発元）とMaxon（Cinebenchの開発元）が正式にパートナーとして参加していること。また、DDR5や第13世代Intel CPU、RTX4000系といった現行モデルのパーツが収録されていることなどが挙げられる。

## 内容及びモード

### キャリアモード
ストーリーは前作のED後から始まる。内容はまた叔父が何かやらかしたため、ゼロからのスタートとなっている。
作業場は前作と違い、ショールームがある広い場所に移っており、ある程度レベルアップするとショールームが使用可能になる。内容は前作同様ウイルススキャンや壊れたパーツの交換、顧客の要望にあったPCを組んだりといった基本的な部分は変わらないが、CPUの殻割、本格水冷に対応したパーツの改造、ケースの塗装やステッカー、カスタムケーブルやケースファンの回転数を制御できるアプリといった前作よりも追加された部分が多い。また、前述のショールームの改装と同様にレベルアップすると作業場の模様替えが可能になったりと前作よりもアップグレードしている部分もある。チュートリアルは前作と違いキャリアモード内で進んでいく

### フリービルドモード
前作同様、最初から全てのパーツがアンロックされた状態で、予算を気にせずにPCを組めるモード。キャリアモード同様作業場の模様替え等が可能

### エンドレスモード
V1.7のアップデートで追加された今作の新モードで、資金がマイナスになったら破産と言うベテラン向けのモード。ストーリーは無く、限られた資金の中で顧客の要望に応えていく